# Tommy Morrison
Tommy David Morrison, född 2 januari 1969 i Gravette, Arkansas, död 1 september 2013 i Omaha, Nebraska, var en amerikansk tungviktsboxare och före detta WBO-mästare.
Morrison testades positivt för HIV inför en match 1996. Han mötte bland annat Lennox Lewis 1995 och var en av huvudrollsinnehavarna i filmen Rocky V från 1990. Han gick under smeknamnet "Tommy, the Duke, Morrison" och var känd för sin hårda vänsterkrok. Smeknamnet ”the Duke” kom från att han sades vara en avlägsen släkting till John Wayne, det var antagligen inte sant. Morrison var tänkt som motståndare till Mike Tyson  när Tyson gjorde comeback efter sitt fängelseuppehåll 1995/1996 och gick därmed miste om sin största ersättning i karriären på grund av det positiva HIV-testet.
HIV-testet gav Morrison boxningsförbud och hans karriär såg ut att ta slut. Morrison hävdade att det positiva testet var felaktigt. 2007 hävdes boxningsförbudet mot Morrison och han gick två matcher som han vann. Det råder fortfarande oklarheter huruvida testet var riktigt eller inte. Att det påverkade Morrisons liv och karriär negativt står dock klart.